# Tenuia smirnovi
Tenuia smirnovi är en tvåvingeart som beskrevs av Shatalkin 1995. Tenuia smirnovi ingår i släktet Tenuia och familjen Cypselosomatidae. Inga underarter finns listade i Catalogue of Life.